# Kapsułka

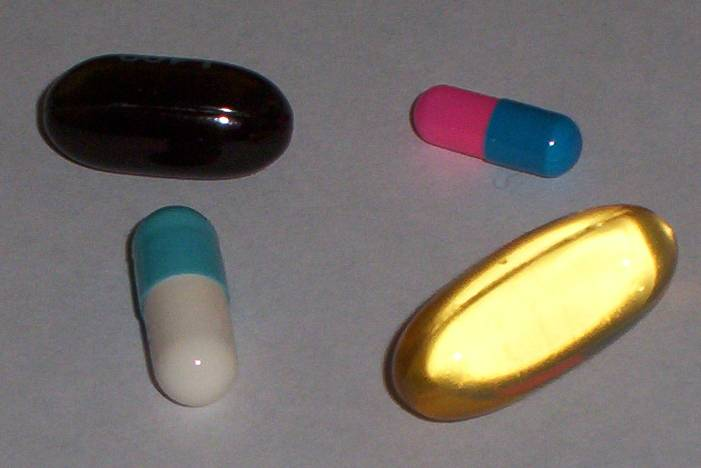
Kapsułki żelatynowe

Kapsułka (łac. capsula, -ae) – stała postać leku, przeznaczona do stosowania doustnego (z możliwością uwalniania substancji leczniczej w różnych odcinkach przewodu pokarmowego) lub rzadziej dopochwowego i doodbytniczego. Może też służyć jako opakowanie dawki leku przeznaczonego do rozpuszczania, rozpylania lub wcierania.
Substancja lecznicza w kapsułkach, w odróżnieniu od tabletek, nie jest sprasowana, lecz w postaci proszku, granulatu, cieczy lub (rzadziej) pasty zamknięta w zbiorniczkach. Zbiorniczki te (kapsułki) mogą być zbudowane z żelatyny, skrobi lub innych polimerów organicznych. Mają najczęściej cylindryczny, owalny lub kulisty kształt.
Kapsułki zawierają ściśle określoną ilość substancji aktywnej, jest to więc dawkowana postać leku.
Ta postać leku została wprowadzona do lecznictwa w XIX wieku. Pierwszy patent na metodę produkcji kapsułek i same kapsułki wydano we Francji w roku 1834. Były to twarde kapsułki żelatynowe. Technologia ich wytwarzania polegała na zestaleniu gorącej płynnej żelatyny na zimnym mosiężnym pręcie. Kapsułki szybko zyskały popularność we Francji i poza jej granicami. W 1835 roku w samej Francji zużyto do ich produkcji 3,5 tony żelatyny.

## Podział kapsułek

### Kapsułki żelatynowe

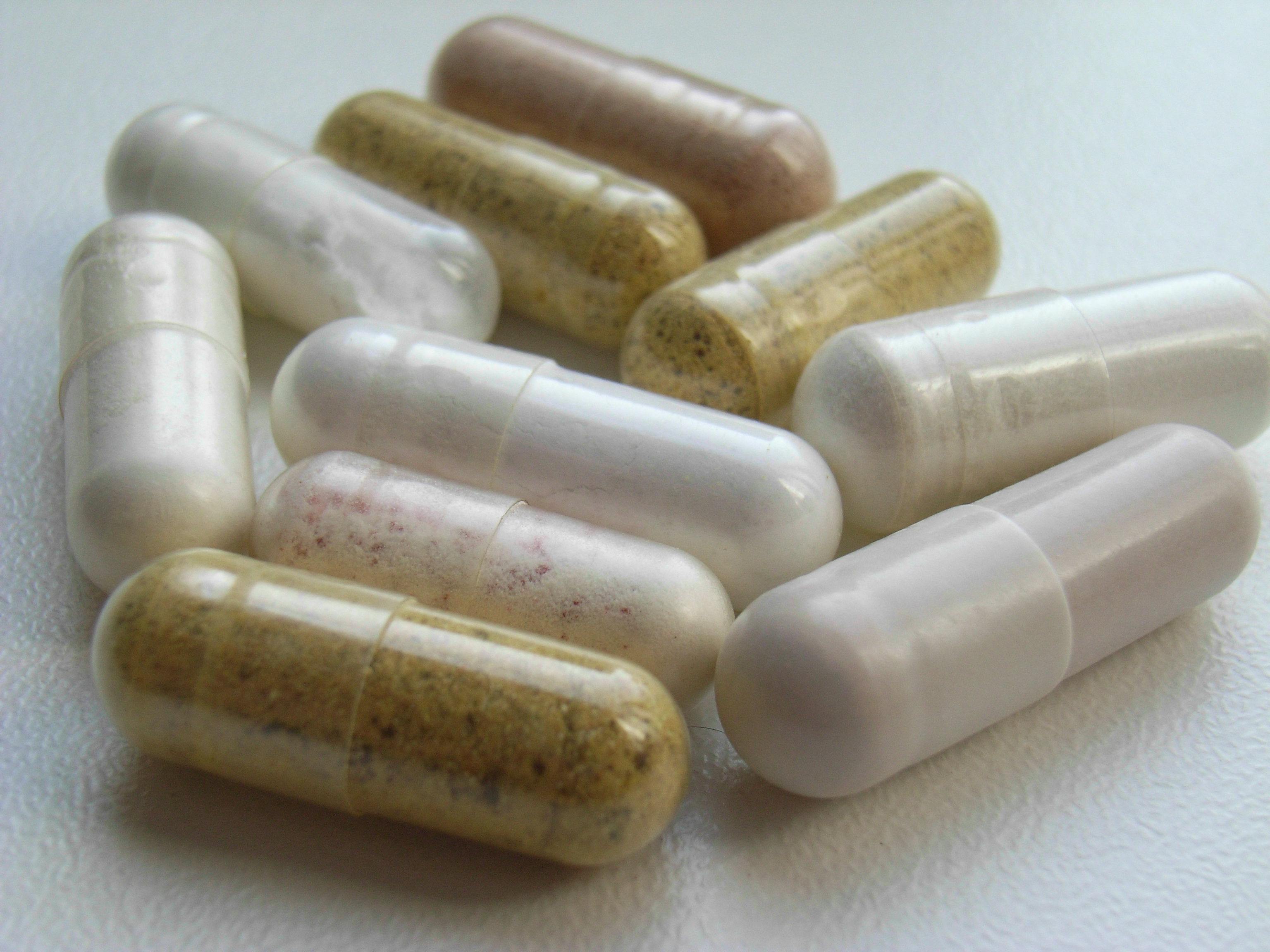
Kapsułki żelatynowe twarde

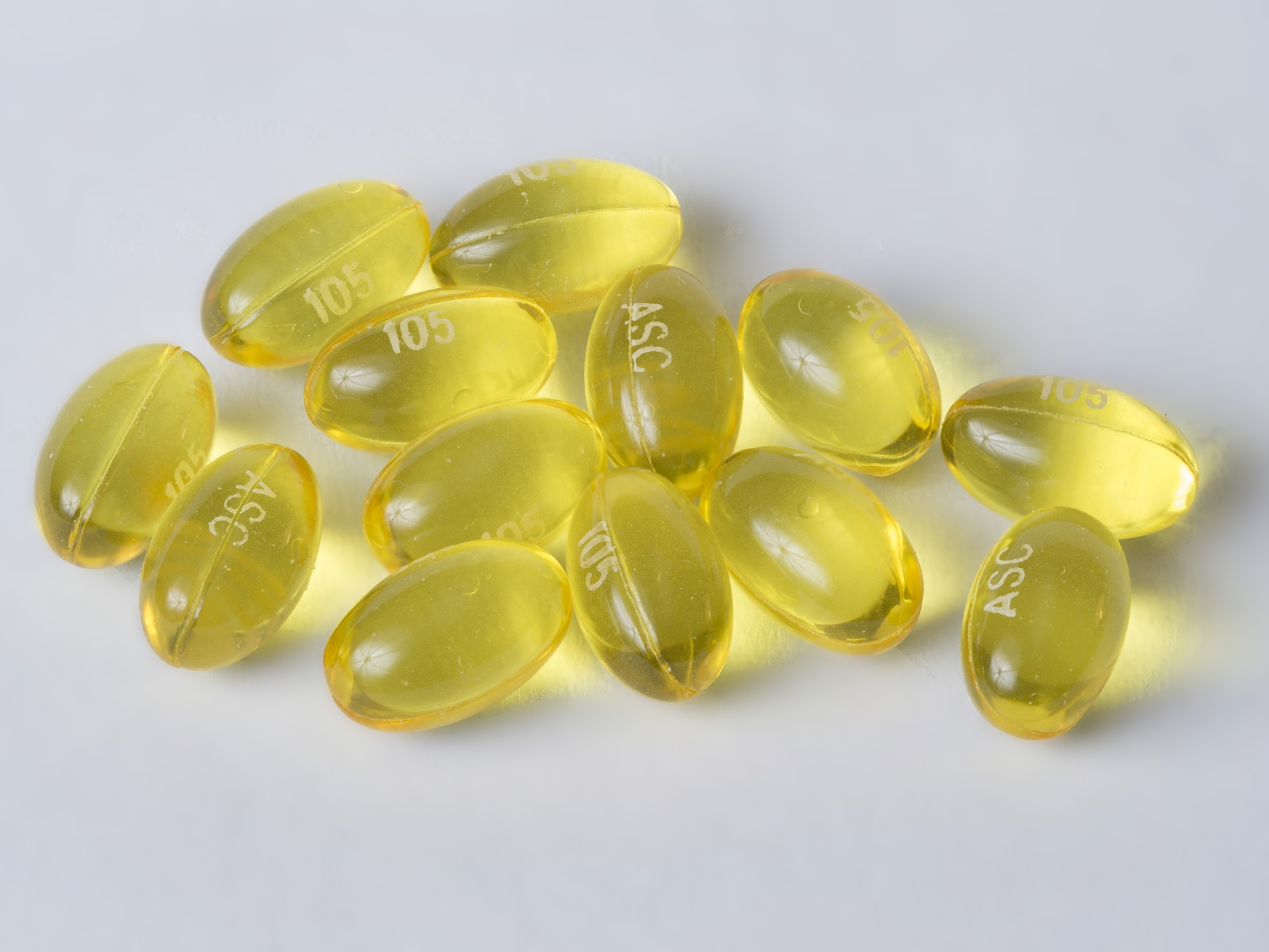
Kapsułki żelatynowe miękkie

Otoczka tych kapsułek zbudowana jest z żelatyny. Wytwarza się kapsułki żelatynowe o pojemności od 0,06 do 3,6 ml. Kapsułki tego typu są produkowane przemysłowo i mogą być wypełniane proszkami, granulatem, peletkami, drażetkami i mikrodrażetkami, płynem, pastą oraz zawierać w sobie kilka składników naraz, np. małą tabletkę i proszek.
Kapsułki, podobnie jak tabletki, można powlekać rozmaitymi substancjami. Powlekanie stosuje się między innymi w celu: zwiększania odporności na czynniki zewnętrzne i tym samym ich trwałości, ułatwiania połykania, nadania koloru i estetycznego wyglądu. Powlekanie może także zmieniać właściwości leku. Jest to jedna z metod otrzymywania kapsułek o opóźnionym uwalnianiu (kapsułki dojelitowe) oraz o modyfikowanym uwalnianiu (np. przedłużonym).

#### Kapsułki twarde
Żelatynowe otoczki kapsułek twardych składają się z dwóch cylindrycznych części otwartych z jednej strony, często zatrzaskujących się po wsunięciu jednej w drugą. Często dodaje się do nich substancje pomocnicze, takie jak wodę (do 16%), glicerol, barwniki.

#### Kapsułki miękkie
Kapsułki miękkie mają jednoczęściową otoczkę (zwykle grubszą niż w kapsułkach twardych). Otoczka ta jest elastyczna, miękka i zawiera oprócz żelatyny – plastyfikatory. Najczęściej jako plastyfikator używany jest glicerol w ilości do 60%. Poza tym dodawane są barwniki, konserwanty lub substancje zapachowe. Kapsułki miękkie wypełniane są płynami lub masami o konsystencji pasty. Wypełnienie kapsułki nie może być jednak roztworem wodnym, gdyż groziłoby to rozpuszczeniem otoczki.

#### Kapsułki dojelitowe
Są to kapsułki odporne na działanie kwasu solnego, nierozpuszczające się w żołądku. Uwalniają lek dopiero w jelicie cienkim. Podobnie jak tabletki dojelitowe, są używane do podawania substancji wrażliwych na niskie pH oraz do leków drażniących żołądek, w celu jego ochrony.
Otoczki tego typu kapsułek są utwardzane, powlekane kwasoodpornymi substancjami lub są zbudowane z mieszaniny żelatyny z substancjami chroniącymi ją przed działaniem kwasu.

#### Kapsułki o modyfikowanym uwalnianiu
Kapsułki podobnie jak tabletki, mogą być zaprojektowane tak, aby substancja lecznicza uwalniała się z nich stopniowo, przez dłuższy czas. Modyfikację uwalniania można uzyskać na różne sposoby. Najczęściej wykorzystuje się metodę powlekania peletek lub granulatu umieszczanego w kapsułkach, substancjami spowalniającymi rozpuszczanie. Można też ingerować w skład otoczki, tak aby była gorzej rozpuszczalna i uwalniała substancję leczniczą wolniej. Stosowanie takich kapsułek umożliwia zmniejszenie częstotliwości podawania oraz uzyskanie względnie stałego stężenia leku we krwi, co poprawia jakość farmakoterapii i zmniejsza ryzyko działań niepożądanych, wynikających z wahań stężenia leku.

### Mikrokapsułki
Są to kapsułki o wielkości od 5 mikrometrów do 1 milimetra (przeciętnie 0,1-0,5 mm) i mają kształt kulisty lub nieregularny. Składają się z rdzenia i otoczki. Rdzeń może stanowić substancja stała, ciekła lub gazowa, najczęściej będąca substancją leczniczą lub jej roztworem. Otoczki mogą być wykonane z substancji naturalnych lub syntetycznych, najczęściej stosuje się: żelatynę, gumę arabską, szelak, octanoftalan celulozowy i inne pochodne celulozy. Substancja budująca otoczkę, tak samo jak w pozostałych typach kapsułek, wpływa na szybkość, stopień i miejsce uwalniania substancji leczniczej zawartej w rdzeniu. Mikrokapsułki wytwarzane są m.in. poprzez koacerwację w środowisku wodnym i bezwodnym, polimeryzację międzyfazową i topliwą dyspersję.

### Nanokapsułki
Są to kuliste kapsułki o wymiarach 20-500 nanometrów, a zatem niewidoczne gołym okiem, ani pod mikroskopem optycznym. Nanokapsułki zostały zaprojektowanie z myślą o zastosowaniu ich do podania dożylnego bez obawy o spowodowanie zatorów, ze względu na wielkość o wiele mniejszą od naturalnych elementów morfotycznych krwi (np. krwinek).
Nanokapsułki wysuszone metodą liofilizacji mają postać sypkiego proszku który łatwo można rozproszyć w wodzie lub roztworze chlorku sodu.
Do nanokapsułek można również zaliczyć liposomy, ponieważ one również zawierają substancję czynną zamkniętą w otoczce.

### Kapsułki skrobiowe, opłatki
Są to okrągłe miseczki z białego opłatka, tworzące po złożeniu dość szczelnie zamkniętą torebkę. Opłatek namoczony staje się miękki, plastyczny i daje się łatwo przełknąć. Podawanie proszków w opłatkach ma wielowiekową tradycję. Opłatki w obecnej postaci są pomysłu aptekarza genewskiego Limousin z roku 1873.
Opłatki otrzymuje się przez wypiekanie ciasta otrzymanego z kleiku skrobiowego zmieszanego ze skrobią. Wypiekanie następuje w temperaturze około 125 °C, w formach ogrzewanych parą. Zastosowanie zamiast mąki skrobi, która nie zawiera tłuszczu, daje znacznie bielsze opłatki. Należy przechowywać je tak, aby nie adsorbowały zapachów z otoczenia i nie miały smaku i zapachu. Nie mogą kruszyć się przy składaniu, a zanurzone w wodzie powinny rozmiękać tworząc po upływie 10 minut papkowatą masę. Farmakopea Polska IV wymaga, aby 1 g opłatków dawał maksymalnie 1 mg popiołu i nie wykazywał obecności metali ciężkich.
Dla aptek wypieka się opłatki w kształcie cylindrycznych miseczek. Za pokrywkę służy druga nieco większa. Wytwarzane są w 6 wielkościach, oznaczonych numerami:
Tego typu opakowania służą do ręcznego sporządzania proszków dzielonych w recepturze aptecznej. Lek w opłatkach przygotowuje się w aptekach najczęściej dla dzieci – kiedy wymagana jest mniejsza od dostępnej na rynku dawka leku – lub do otrzymania mieszanek niedostępnych jako leki gotowe. Lekarz może zapisać na recepcie rodzaj opakowania leku recepturowego. W przypadku kapsułek skrobiowych zaznacza to zwrotem: da ad capsulas amylaceas.
Napełnianie opłatków i zamykanie powinno się odbywać bez dotykania ręką. Należy je brać pęsetą, ustawić na czystym arkuszu papieru, nasypać proszek, nałożyć pęsetą przykrywki i zamknąć, przyciskając poprzez papier, Wielkość opłatka należy dobrać do ilości proszku.
Kapsułki skrobiowe nie nadają się do długiego przechowywania, są bowiem kruche, wrażliwe na wilgoć i zakażenia mikrobiologiczne.

## Zastosowanie kapsułek
Najczęściej kapsułki są stosowane jako postacie leków doustnych oraz rzadziej doodbytniczych i dopochwowych. Stanowią dogodną formę leku o przedłużonym uwalnianiu – mogą być wypełnione np. mieszaniną peletek powleczonych w różnym stopniu substancją spowalniającą uwalnianie. Po połknięciu takiej kapsułki, najpierw substancja lecznicza szybko uwalnia się z peletek niepowlekanych. Następnie rozpadają się peletki powlekane z coraz grubszymi powłokami substancji spowalniającej. W ten sposób uzyskuje się leki działające szybko i jednocześnie długotrwale (leki o przedłużonym działaniu).
Kapsułki mogą też służyć jako opakowanie ściśle określonej dawki leku, przeznaczonej do zażycia w formie aerozolu (inhalacji). Taki aerozol, tworzony jest w specjalnym urządzeniu (inhalatorze) poprzez nakłucie otoczki kapsułki i zawieszenie zawartego w niej proszku we wdychanym powietrzu.
Lek zawarty w kapsułkach może też służyć do wcierania. W takiej formie podaje się nitroglicerynę, którą wciera się w okolicę serca po zniszczeniu otoczki. Użycie kapsułek jako opakowania tego typu leku zapewnia dużo dokładniejsze dawkowanie niż np. w przypadku maści z tubki.
Kapsułki skrobiowe, sporządzane w aptece na indywidualną receptę, mogą zawierać unikatowy skład substancji leczniczych lub dawki leków, niedostępne w innej formie.

## Wytwarzanie kapsułek

### Kapsułki twarde
- Metoda zanurzeniowa – polega na zanurzaniu formy kształtu kapsułki w roztworze wodnym żelatyny. Formę od razu wyjmuje się, a następnie, po skrzepnięciu masy, kapsułki zdejmuje się i suszy. Gotowe kapsułki wypełnia się z kolei lekiem i zamyka. Z kapsułek tak wytwarzanych korzysta się zarówno w przemyśle, jak i w recepturze aptecznej.

### Kapsułki miękkie
- Metoda matryc obrotowych (metoda wytłaczania)

Produkcja tą metodą jest procesem ciągłym, w wyniku którego wytwarza się kapsułki ze szwem. Właściwe formowanie kapsułek poprzedzone jest przygotowaniem masy żelatynowej oraz wypełnienia. Masa żelatynowa jest następnie rozsmarowywana na bębnach chłodzących i formowana w elastyczne pasy o kontrolowanej grubości.
Pasy nakładane są na zestaw dwóch walców zawierających na powierzchni półkoliste wgłębienia. Formowanie kapsułek polega na dozowaniu substancji leczniczej do wgłębień i ich zamykaniu przez jednoczesny obrót obu walców. Uformowane kapsułki transportowane są za pomocą pasa transmisyjnego do bębnów suszących, a później pakowane.
- Metoda kroplowa

Metoda ta polega na jednoczesnym wkraplaniu przez podwójną dyszę do obojętnego płynu (najczęściej ciekłej parafiny) hydrofobowego roztworu leku i roztworu żelatyny, w taki sposób, żeby żelatyna tworzyła warstwę zewnętrzną. Tworzona kropelka poddawana jest następnie impulsowi elektrycznemu, dzięki czemu zamyka się, tworząc kulistą kapsułkę. Kapsułki takie opadając na dno chłodzą się i zestalają. Następnie gotowe kapsułki obmywa się z parafiny, suszy i pakuje.

## Substancje pomocnicze w kapsułkach
- W otoczkach:
  - plastyfikatory – gwarantują mechaniczną stabilność, elastyczność kapsułek w trakcie produkcji, suszenia i przechowywania. Są mało lotnymi polialkoholami, jak glicerol, sorbitol, glikol propylenowy. Formują stabilną strukturę żelu przez oddziaływanie z cząstkami żelatyny oraz utrzymują wilgoć.
  - substancje rozsadzające (dezintegranty) – ułatwiają degradowanie otoczki po połknięciu lub aplikacji. Należą do nich: kroskarmeloza, krospowidon, skrobia kukurydziana, kwas alginowy
  - barwniki – dwutlenek tytanu, tlenki żelaza lub barwniki organiczne
  - konserwanty – na przykład kwas sorbowy, nipaginy
  - substancje aromatyzujące
- W wypełnieniu:
  - wypełniacze – używane, gdy substancji leczniczej jest bardzo mało. Wypełniaczami mogą być: laktoza, mannitol, skrobia kukurydziana, celuloza mikrokrystaliczna
  - substancje poślizgowe – używane w celu ułatwiania nasypywania się leku do kapsułek. Przykładami tego typu substancji są talk i krzemionka.
  - oleje roślinne – stosowane jako rozpuszczalniki substancji czynnej w kapsułkach wypełnianych płynem: olej sojowy, arachidowy, sezamowy, frakcjonowany olej kokosowy
  - wosk pszczeli

## Zalety i wady kapsułek

### Zalety kapsułek żelatynowych
- duża trwałość i wytrzymałość mechaniczna
- dobre zabezpieczenie substancji leczniczych
- możliwość dozowania stałych leków z niewielką ilością substancji pomocniczych
- możliwość precyzyjnego dawkowania substancji płynnych i półpłynnych
- możliwość zastosowania mniejszej ilości substancji pomocniczych niż w tabletach
- możliwość łatwego manipulowania parametrami farmakokinetycznymi, np. istnieje możliwość stosowania substancji pomocniczych znacząco zwiększających absorpcję leku oraz zmniejszających zmienność parametrów farmakokinetycznych
- możliwość skutecznego zamaskowania nieprzyjemnego zapachu i smaku, poprawa wyglądu leku
- możliwość zwiększenia biodostępności leku przez podanie go w postaci roztworu – rozpuszczona substancja czynna z reguły wchłania się szybciej
- obojętność fizjologiczna substancji tworzących otoczkę

### Wady kapsułek żelatynowych
- możliwe interakcje wypełnienia z otoczką
- trudność połknięcia